# アヤックス・アムステルダムの選手一覧
アヤックス・アムステルダムの選手一覧は、アヤックス・アムステルダムに所属する選手・スタッフ、所属していた選手の一覧。

## 現所属メンバー

### スタッフ
2019-2020シーズン体制
- 監督 : エリック・テン・ハーグ
- アシスタントコーチ : クリスティアン・ポウルセン
- アシスタントコーチ : ミヒャエル・レイツィハー
- アシスタントコーチ : リシャルト・ヴィツヘ
- GKコーチ : カルロ・ラミ
- パフォーマンスコーチ : ビョルン・レーケルホフ
- パフォーマンスコーチ : アレッサンドロ・ショーンマーカー
- ユース最高責任者 : サイド・オウアーリ
- チームマネージャー : ヤン・シーメリンク

### 選手
2023年9月2日現在
注：選手の国籍表記はFIFAの定めた代表資格ルールに基づく。
| No. | Pos. |              | 選手名                        |
| --- | ---- | ------------ | ----------------------------- |
| 1   | GK   | アルゼンチン | ヘロニモ・ルジ () ★           |
| 2   | DF   | オランダ     | デフィン・レンシュ            |
| 3   | DF   | デンマーク   | アントン・ガーエイ            |
| 4   | DF   | オランダ     | ヨレル・ハト                  |
| 6   | MF   | ノルウェー   | シヴェルト・マンスヴェルク () |
| 7   | FW   | オランダ     | ステーフェン・ベルフワイン    |
| 8   | FW   | オランダ     | ケネト・テイラー              |
| 9   | FW   | オランダ     | ブライアン・ブロビー          |
| 10  | FW   | ナイジェリア | チュバ・アクポム ★            |
| 11  | FW   | ポルトガル   | カルロス・ボルジェス          |
| 12  | GK   | オランダ     | ジェイ・ホルテル ()           |
| 13  | DF   | トルコ       | アフメジャン・カプラン()      |
| 17  | DF   | オランダ     | アナス・サラー＝エディン      |

| No. | Pos. |                          | 選手名                                 |
| --- | ---- | ------------------------ | -------------------------------------- |
| 18  | DF   | クロアチア               | ヤコヴ・メディッチ                     |
| 19  | FW   | ジョージア (国)          | ゲオルゲス・ミカウターゼ               |
| 21  | MF   | オランダ                 | ブランコ・ファン・デン・ボーメン()     |
| 22  | GK   | オランダ                 | レンコ・パスフィール                   |
| 23  | FW   | オランダ                 | ステフェン・ベルハイス                 |
| 24  | MF   | オランダ                 | シルヴァーノ・フォス                   |
| 25  | DF   | クロアチア               | ボルナ・ソサ                           |
| 27  | GK   | オランダ                 | アムリショ・ファン・アクセル・ドンヘン |
| 30  | DF   | アルゼンチン             | ガストン・アビラ ★                     |
| 33  | MF   | ボスニア・ヘルツェゴビナ | ベンヤミン・タヒロヴィッチ             |
| 37  | DF   | クロアチア               | ヨシプ・シュタロ                       |
| 40  | GK   | ドイツ                   | ディアント・ラマイ                     |

※括弧内の国旗はその他の保有国籍を、星印はEU圏外選手を示す。

#### ローン移籍
in
注：選手の国籍表記はFIFAの定めた代表資格ルールに基づく。
| No. | Pos. |  | 選手名 |
| --- | ---- |  | ------ |

out
注：選手の国籍表記はFIFAの定めた代表資格ルールに基づく。
| No. | Pos. |          | 選手名                                          |
| --- | ---- | -------- | ----------------------------------------------- |
| --  | DF   | オランダ | ユーリ・バース (NEC)                            |
| --  | DF   | メキシコ | ホルヘ・サンチェス (ポルト)                     |
| --  | DF   | オランダ | オーウェン・ワインダル (ロイヤル・アントワープ) |

| No. | Pos. |            | 選手名                                    |
| --- | ---- | ---------- | ----------------------------------------- |
| --  | MF   | オランダ   | キアン・フィッツ＝イム (エクセルシオール) |
| --  | FW   | ポルトガル | フランシスコ・コンセイソン (ポルト)       |
| --  | FW   | トルコ     | ナジ・ユニュヴァル (トゥウェンテ)         |

## 歴代所属選手

### GK
- エトヴィン・ファン・デル・サール (1990-1999)
- フレット・フリム (1986-1987, 1994-2002)
- ヨエイ・ディドゥリツァ (1999-2003)
- ボグダン・ロボンツ (2000-2006)
- ハンス・フォンク (2004-2006)

- マールテン・ステケレンブルフ (2002-2011,2020-)
- ケネト・フェルメール (2005-2014)
- ヤスパー・シレッセン (2011-2016)
- アンドレ・オナナ (2016-2022)

### DF
- ヤン・ファン・ディフェンバーク
- コー・ファン・デル・ハルト
- バリー・フルスホフ
- ヴィム・スールビール
- ルート・クロル
- ロナルド・クーマン
- ソニー・シローイ
- フランク・フェルラート
- ダニー・ブリント 1986-1999
- フランク・デ・ブール 1988-1999
- ウィンストン・ボハルデ
- ミハエル・ライツィハー
- マルシオ・サントス 1995-1997
- アンドレ・オーイェル
- ミシェル・クレーク
- マリオ・メルヒオット
- オーレ・トビアセン
- ティム・デ・クレル
- フェルディ・フィエルクラウ
- ヤン・ファン・ハルスト
- クリスティアン・キヴ

- ジョン・オブライエン 1998-2005
- アンドレ・ベルグデルモ
- ペトリ・パサネン
- マクスウェル
- ハーテム・トラベルスィー
- ヨニー・ハイティンハ
- イェーレ・ファン・ダンメ
- ジュリアン・エスキュデ
- ズデニェク・グリゲラ
- デイリー・ブリント 2008-2014, 2018-2022
- トーマス・フェルメーレン
- ヤープ・スタム
- ウルビー・エマヌエルソン
- ユルゲン・コリン
- ブルーノ・シルバ
- ヤン・フェルトンゲン
- グレゴリー・ファン・デル・ヴィール
- トビー・アルデルヴァイレルト
- ダビンソン・サンチェス
- ニック・フィールヘフェル
- ミッチェル・ダイクス

- マタイス・デ・リフト 2016−2019
- デイリー・ブリント 2008-2014、2018-2022
- ユリエン・ティンバー 2020-2023

### MF
太字は現在所属している選手。
- ヴィム・アンデリーセン 1925-1940
- ヘリー・ミューレン 1968-1976
- アドリアナス・ハーン 1969-1975
- アーノルド・ミューレン 1971-1974, 1985-1986
- ヨハン・ニースケンス 1970-1974
- フランク・アルネセン 1975-1981
- セーレン・レアビー 1975-1983
- ジェラルド・ファネンブルグ 1980-1986
- ヨン・ファント・シップ 1981-1986
- ヤン・ボウタース 1986-1992
- ロブ・ウィツヘ 1985-1989
- リヒャルト・ヴィツヘ 1986-1991, 1996-2003
- フランク・ライカールト 1980-1987, 2003-2005
- アーロン・ヴィンター 1986-1992, 1999-2003
- アーノルド・スコルテン 1986-1989, 1995-1997
- ヴィム・ヨンク 1988-1993
- ブライアン・ロイ 1988-1992
- ロナルド・デ・ブール 1987-1991, 1993-1998
- エドガー・ダーヴィッツ 1991-1996, 2007-2008
- クラレンス・セードルフ 1992-1995
- マルタイン・ルーセル 1993-2000
- ペーター・ファン・フォッセン 1993-1995
- キキ・ムサンパ 1994-1997
- デニー・ランツァート 1995-1996
- サンデー・オリセー1997-1999
- リヒャルド・クノッパー 1997-2004

- ラファエル・ファン・デル・ファールト 1999-2005
- ジェイソン・クリナ 2000-2005
- トマーシュ・ガラーセク 2000-2006
- スティーヴン・ピーナール 2001-2006
- ナイジェル・デ・ヨング 2002-2006
- ヴェスレイ・スナイデル 2002-2007
- トム・デ・ムル 2003-2007
- スタンリー・アボラ 2004-2006
- ヘドヴィヘス・マドゥロ 2004-2008
- フルノン・アニータ 2005-2012
- ガブリ・ガルシア 2006-2010
- ローラン・ドゥロージュ 2007-2009
- ケネディ・バキルジョール 2007-2010
- ラスムス・リンドグレン 2005, 2008-2011
- デミー・デ・ゼーウ 2009-2011
- ヤン・アリー・ファン・デル・ハイデン 2007-2011
- ニコラス・ロデイロ 2010-2012
- イスマイル・アイサティ 2008-2012
- ロドニー・スナイデル 2011-2012
- テオ・ヤンセン 2011-2012
- クリスティアン・エリクセン 2010-2013
- クリスティアン・ポウルセン 2012-2014
- デイヴィ・クラーセン 2011-2017
- ネマニャ・グデリ 2015-2017
- ドニー・ファン・デ・ベーク 2015-2020
- ハキム・ツィエク 2016-2020
- フレンキー・デ・ヨング 2016-2019
- モハメド・クドゥス 2020-2023

### FW
太字は現在所属している選手。★印はエールディヴィジ得点王経験者。
- エディー・ハーメル 1922-1930
- リヌス・ミケルス 1946-1958
- ヴィム・エライェンベルフ 1956-1960
- シャーク・スワルト 1956-1973
- ピート・カイザー 1961-1974
- ヨハン・クライフ 1964-1973, 1981-1983 ★
- ヨニー・レップ 1971-1975
- ルート・ヘールス 1974-1978 ★
- ウィリー・ブロカンプ 1974-1976
- シモン・ターマタ 1976-1980
- ヘニング・イェンセン 1979-1981
- ヴィム・キーフト 1979-1983
- イエスパー・オルセン 1981-1984
- マルコ・ファン・バステン 1982-1987 ★
- ジョン・ボスマン 1983-1988
- ステファン・ペテルション（英語版） 1988-1994
- デニス・ベルカンプ 1986-1993 ★
- ブライアン・ロイ 1988-1992
- ヤリ・リトマネン 1992-1999, 2002-2004 ★
- マルク・オーフェルマルス 1992-1997
- ペーター・ファン・フォッセン 1993-1995
- ヌワンコ・カヌ 1993-1996
- フィニディ・ジョージ 1993-1996
- パトリック・クライファート 1994-1997
- ノルディン・ウォーテル 1994-1997
- ティジャニ・ババンギダ 1996-2003
- ダニ 1996-2000
- ベニー・マッカーシー 1997-2000
- ショタ・アルベラーゼ 1997-2001
- ミカエル・ラウドルップ 1997-1998
- アンディ・ファン・デル・メイデ 1997-2003
- ヴァンベルト 1998-2004
- イェスパー・グレンケア 1998-2000
- ニコス・マフラス 1999-2003

- ブライアン・ラウドルップ 1999-2000
- ミド 2001-2003
- ズラタン・イブラヒモビッチ 2001-2004
- セドリック・ファン・デル・ハン 2000-2003
- ヴィクトル・シコラ 2002-2008
- ダニエル・デ・リッデル 2004-2005
- ヌルディン・ブカリ 2002-2006
- アンゲロス・ハリステアス 2005-2006
- ヴェスレイ・ソンク 2003-2005
- マルクス・ローセンベリ 2005-2007
- マウロ・ロサレス 2004-2007
- ライアン・バベル 2003-2007, 2020
- ヤニス・アナスタシウ 2004-2006
- ケネス・ペレス 2006-2007, 2008
- デルク・ブーリフテル 2006-2007, 2011-2013
- ミカエル・クローン＝デリ 2006-2008
- クラース・ヤン・フンテラール 2006-2008, 2017-2020 ★
- イスマエル・ウルサイス 2007-2008
- デニス・ロンメダール 2007-2010
- マルコ・パンテリッチ 2009-2010
- ルイス・スアレス 2007-2011 ★
- 石鉉俊 2011-2012
- ドミトリ・ブリキン 2011-2012
- ムニル・エル・ハムダウィ 2010-2012
- ダリオ・ツヴィタニッチ 2008-2012
- アラス・オズビリズ 2010-2012
- ミラレム・スレイマニ 2008-2013
- イサック・クエンカ 2013
- ボージャン・クルキッチ 2013-2014
- ダニー・ホーセン 2012-2014
- ジョディ・ルコキ 2010-2014
- ヴィクトル・フィッシャー 2012-2016
- アレク・ミリク 2014-2016
- アミン・ユネス 2015-2018
- ジャスティン・クライファート 2016-2018
- セバスティアン・ハラー 2021-2022
- アントニー 2020-2022
- ドゥシャン・タディッチ 2018-2023　★

## 記録
| 順位 | 選手名                   | 試合数 |
| ---- | ------------------------ | ------ |
| 1    | シャーク・スワルト       | 603    |
| 2    | ヴィム・シュルビア       | 509    |
| 3    | ダニー・ブリント         | 493    |
| 4    | ピート・カイザー         | 490    |
| 5    | ルート・クロル           | 457    |
| 6    | フランク・デ・ブール     | 434    |
| 7    | ベニー・ミュラー         | 426    |
| 8    | バリー・ハルショフ       | 385    |
| 9    | ヨハン・クライフ         | 369    |
| 10   | ピート・シュライフェルス | 356    |

| 順位 | 選手名                       | 得点数 |
| ---- | ---------------------------- | ------ |
| 1    | ピート・ファン・レーネン     | 273    |
| 2    | ヨハン・クライフ             | 271    |
| 3    | シャーク・スワルト           | 228    |
| 4    | ヘンク・フロート             | 207    |
| 5    | ピート・カイザー             | 189    |
| 6    | ルート・へールス             | 153    |
| 7    | マルコ・ファン・バステン     | 153    |
| 8    | クラース・ヤン・フンテラール | 151    |
| 9    | セース・フロート             | 133    |
| 10   | ヤリ・リトマネン             | 133    |

- 1シーズン最多得点 - ヘンク・フロート (1960-61シーズン, 41得点)
- 選手獲得移籍金最高額 - ミラレム・スレイマニ (2008年, 1625万ユーロ)
- 選手売却移籍金最高額 - マタイス・デ・リフト (2019年, 8500万ユーロ)
- トップチーム公式戦最年少デビュー - ライアン・フラーフェンベルフ (16歳と130日)
- トップチーム公式戦最年少ゴール - クラレンス・セードルフ (16歳と361日)
- KNVBカップ1試合最多得点 - アルカディウシュ・ミリク (6得点, 2014-15シーズン)、ルイス・スアレス (6得点, 2009-10シーズン)
- UEFAチャンピオンズリーグ最多得点 - ヤリ・リトマネン - (20得点)